# A Watcher in the Attic
A Watcher in the Attic è un film del 1994 diretto da Akio Jissōji.
Il soggetto è tratto da un racconto di Edogawa Ranpo.

## Trama
Un abitante di una pensione giapponese, con la perversione di travestirsi da donna, scopre di avere un passaggio per il controsoffitto all'interno del suo armadio-letto (in questa pensione giapponese il materassino è all'interno di un armadio).
Salendo sopra il controsoffitto, il protagonista scopre un nuovo mondo. Camminando con attenzione sulle travi di legno riesce a raggiungere le stanze degli abitanti della pensione e inizia ad osservarli nella loro intimità. Vengono alla luce, attraverso i buchi nel soffitto, numerose storie di perversione.
Preso in un momento di follia decide di uccidere un coinquilino facendogli colare in gola del veleno dall'alto. Si inventa un modo per far scendere il veleno direttamente nella bocca aperta del russante coinquilino e porta a termine l'omicidio. Nella pensione però incontrerà un altro inquilino appassionato di storie gialle, che scopre il suo nascondiglio e lo smaschera, ma solo per il bene della verità, non per denunciarlo.

## Accoglienza

### Critica
Appartenente al genere dei Pinku eiga, film tra l'erotico e lo psicologico che vede la sua tradizione in Giappone, The Watcher in the Attic è un incubo di 75 minuti, teso e affascinante, un viaggio in una casa osservata attraverso gli occhi di un guardone, come se fosse un peep show notturno dilatato nel tempo e nelle immagini.
Morboso e avvolgente il lungometraggio coinvolge lo spettatore facendogli vedere e giudicare il mondo attraverso lo sguardo del protagonista. E la nozione di sguardo, per quanto non naturalistico e a tratti reso etereo da una fotografia povera ma perfetta, è il fulcro dell'intera pellicola. Uno sguardo morboso su un mondo morboso, che fa diventare le perversioni dell'uno perversioni di tutti, lasciando intendere che dietro una porta chiusa sta quello che si fa e che non si può raccontare.
Tanto che le parole non cambiano gli eventi, né li spiegano. Ciò che succede ha senso solo se fatto e osservato, i due momenti stessi che animano il nostro mondo, il mondo del cinema. Le parole sono un contorno mendace, utili per spiegare solo ciò che si è già capito.
Stilisticamente raffinato, ambientato in una casa in cui ogni stanza è stata osservata molte volte da più di un guardone che ha scoperto il segreto dell'attico. I buchi da cui guardare sono già pronti, le stanze sempre uguali. Il desiderio di individualità è costantemente frustrato. L'umanità che appare varia e distinta è in realtà un magma che mentre si divide nello sguardo e si accomuna nelle azioni.
Tanto che nulla è segreto di ciò che riusciamo a guardare dietro alle porte chiuse. E ad uno sguardo se ne sostituisce un altro, ugualmente cinico, quasi omicida. Uno sguardo può uccidere, condannare, salvare.
Alcuni quadri magnifici, di amore, di sesso, sia felice che sofferto, sia violento che dolce. Il fatto che una donna passi da un letto all'altro, da una situazione all'altra, conferma solo che, ancora una volta, il desiderio di individualità è costantemente frustrato.